# Obilukha Corona
Obilukha Corona est une corona, formation géologique en forme de couronne, située sur la planète Vénus par -81,5° S et 19° E. Elle est localisée dans le quadrangle d'Hurston. Elle a été nommée en référence à Obilukha, déités slaves protégeant les récoltes. 

## Géographie et géologie
Obilukha Corona couvre une surface circulaire d'environ 220 km de diamètre. 